# Liste der Bischöfe von Segni
Die folgenden Personen waren Bischöfe von Segni (Italien):
- Santulus 494–499
- Justus 501, 502–504
- Julianus 551
- Albinus 649
- Gaudiosus 678–679
- Johannes I. 721–745
- Jordanus 769
- Hadrianus 826
- Theodorus ca. 830
- Bonipertus 853
- Johannes II. 861–879
- Stephanus (?) 963–984[1]
- Robertus 1015–1036[2]
- Erasmus 1059–1071
- Heiliger Bruno 1079–1123
- Trasmundus 1123–1138
- Johannes III. ca. 1138–1178
  - Theodoricus, Gegenbischof 1163–1164[3]
- Petrus I. 1179–1206
- Johannes IV. 1207[4]
- Bernardus ca. 1230
- Bartholomaeus I. 1254–1264
- Johannes V. 1264
- Petrus II. 1281–1285
- Bartholomaeus II. 1289
- Petrus III. de Brunaco 1291
- Jacobus I. 1291–1303
- Petrus IV. 1303–1321
- Bartholomaeus III. 1321–1333
- Arnoldus 1333–1345
- Guilielmus 1345–1346
- Petrus V. 1346–1347
- Guilielmus Ribati 1347–1348
- Michael de Mattia 1349
- Sixtus (Schisma), ca. 1372
- Thomas 1396
- Antonius 1396–1402
- Nikolaus Corradi Pocciarelli 1402–1418
- Gregorius I. 1419–1421
- Nikolaus Aspra 1421–1430
- Gregorius II. 1430
- Jacobus Zancati 1433–1435
- Johannes V. 1435
- Ludovicus 1436–1443
- Petrus Antonius Petrucci 1445
- Silvester de Pianca 1456
- Panhutius de Conti 1468–1482
- Lucius Fazini Maffei Fosforo 1482–1503
- Jacobus III. 1503–1512
- Vincentius de Fanzi 1513–1528
- Laurentius Grana 1528–1539
- Sebastiano Graziani 1539–1541
- Bernardinus Callini 1541–1549
- Carolus Traversari 1549–1552
- Ambrosius Monticoli 1551–1569
- Joseph Pamphili 1570–1581
- Jacobus Masini 1581–1602
- Antonius Guerreschi 1603–1605
- Johannes Ludovicus Pasolini 1606–1625
- Ludovicus de Actis 1625–1632
- Octavius Orsini 1632–1640
- Franciscus Romulus Mileti 1640–1643
- Andreas Borgia 1643–1655
- Guarnierius Guarnieri 1655–1682
- Franciscus Maria Giannotti 1684–1699
- Horatius Minimi 1699–1701
- Petrus Corbelli 1701–1708
- Philip Michael Ellis, OSB 1708–1726
- Johannes Franciscus Bisleti 1726–1749
- Fredericus Muschi 1749–1755
- Caesar Crescentio de Angelis 1755–1765
- Andreas Spani 1766–1784
- Paulus Ciotti 1784–1819
- Franciscus Stracchini 1819–1823
- Petrus Antonius Luciani 1824–1840
- Jacobus Traversi 1841–1845
- Johannes Pellei 1845–1847
- Ludovicus Ricci 1847–1877
- Antonius Maria Testa 1877–1883
- Blasius (Biagio) Sibilia 1883–1893
- Costantinus Costa 1893–1897
- Pancrazio Giorgi 1898–1915
- Angelo Maria Filippo Sinibaldi 1915–1928
- Alfonso Marie de Sanctis 1928–1933
- Fulvio Tessaroli 1933–1952
- Pietro Severi 1953–1957
- Luigi Maria Carli 1957–1973 (auch Erzbischof von Gaeta)
- Dante Bernini 1975–1981 (gleichzeitig Bischof von Velletri)

## (Diözesan-)Bischof von Velletri e Segni
- Dante Bernini 1981–1982
- Martino Gomiero 1982–1986

## (Diözesan-)Bischof von Velletri-Segni
- Martino Gomiero 1986–1988
- Andrea Maria Erba, B. 1988–2006
- Vincenzo Apicella seit 2006